# Церковь Вознесения Девы Марии (Адамовичи)
Костёл Вознесения Девы Марии — католический храм в деревне Адамовичи, Гродненская область, Белоруссия. Относится к Сопоцкинскому деканату Гродненского диоцеза. Памятник архитектуры в стиле позднего классицизма, построен в 1854 году. Включён в Государственный список историко-культурных ценностей Республики Беларусь.

## История
Адамовичи впервые упоминаются в 1559 году как деревня Большие Адамовичи. В 1754 году здесь основан католический приход. В 1854 году построен каменный католический храм, ранее известный как костёл св. Фёклы (Святой Тэклі), а в настоящее время носящий имя Вознесения Девы Марии.

## Архитектура
Здание прямоугольное в плане, накрытое вальмовой крышей. Над основным объёмом находится квадратная в плане двухъярусная колокольня, завершённая четырёхгранным шатром. Над центральным входом расположено скульптурное изображение Святой Фёклы. Стены храма оштукатурены, декорированы пилястрами, арочными оконными проёмами и плинтусами.
Интерьер зального типа, потолок плоский. Пресвитерий и хоры отделены от основного пространства стенами с арочными проемами. В храме три алтаря.